# Слонімський Михайло Леонідович

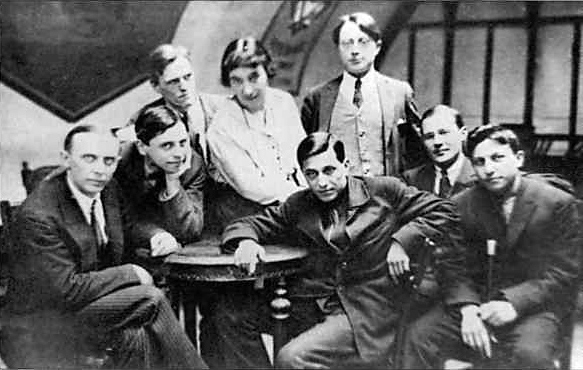
Михайло Слонімський (другий ліворуч) серед членів літературного об'єднання «Серапіонові брати»

Михайло Леонідович Слонімський (20 липня (1 серпня) 1897 Санкт-Петербург, Російська імперія — 8 жовтня 1972, Ленінград, РРФСР) — російський радянський письменник.

## Біографія
Після закінчення гімназії пішов на фронт добровольцем. З січня 1915 брав участь у Першій світовій війні. Був поранений і контужений. Після демобілізації навчався 2 роки на історико-філологічному факультеті Петроградського університету. Служив в архіві Наркомосу (1918), працював в секретаріаті видавництва «Всесвітня література» (1919).
У 1920 оселився в «Будинку мистецтва», став його секретарем. Займався в «Літературній студії» Є. І. Замятіна, з якої розвинулася група літераторів «Серапіонові брати».
У 1922 році випустив перший збірник оповідань «Шостий стрілецький». З 1923 року працював в різних видавництвах і журналах. Під час поїздки на Донбас в гості до Євгена Шварца в 1923 році, організував вихід першого літературного донбаського журналу «Забой» (нині «Донбас»).
Член правління Всеросійського союзу письменників (1925), голова Ленінградського відділення Спілки письменників (1929—1932), член правління Спілки письменників СРСР (1934—1954). Нагороджений трьома орденами, а також медалями.
Похований на письменницькому кладовищі в селищі Комарово в передмісті Санкт-Петербурга.